# Achroia grisella
La tarma minore della cera (Achroia grisella (Fabricius, 1794)), è un lepidottero appartenente alla famiglia Pyralidae che infesta gli alveari di Apis mellifera (Linnaeus, 1758).

## Descrizione

### Adulto
L'ala anteriore si mostra superiormente grigiastra, ellittica, con costa arcuata, apice arrotondato e termen obliquo. Nel maschio le nervature della zona discale sono molto più inclinate che nella femmina, mentre la 9 è assente.

L'ala posteriore appare biancastra, triangolare e di lunghezza inferiore; nel maschio ha apice sporgente ed acuto, con termen inciso all'altezza della nervatura 1, e fortemente inclinato a livello del tornus. Le nervature discali sono molto angolate, mentre la 4 è assente. Al contrario, nella femmina si osserva un apice più smussato, un termen più diritto ed una cellula discale più corta.

La spirotromba è sottile, nel maschio i palpi labiali sono piccoli, ricurvi verso l'alto e seminascosti sotto i peli della fronte, mentre nella femmina sono rivolti verso il basso e si estendono oltre la fronte stessa. I palpi mascellari appaiono ridotti e ricoperti di scaglie.

Le antenne sono lunghe oltre la metà della costa, con scapo piuttosto sviluppato e rivestito di ciuffi di scaglie nella parte inferiore.

L'apparato boccale è atrofizzato, tanto che l'adulto non si alimenta.

Il genitale maschile rivela un uncus bilobato ed un vinculum ottuso con tegumen ad arco, mentre l'anellus è rappresentato da un'ampia piastra a forma di "U". L'edeago è robusto e più lungo dell'harpe, che al contrario si mostra larga basalmente ed affusolata a formare un cucullus poco appuntito. All'interno del sacculus, più o meno al centro, si nota un processo triangolare. Il socius è costituito da un lobo carnoso. La vescica, infine, è armata da un singolo cornutus, lungo e ricurvo.

Nel genitale femminile, l'ostium è ampio e trasversale, ed emerge da un'ampia porzione posteriore granulata del ductus bursae, che appare sottile e membranoso. Pure il ductus seminalis si diparte dalla frazione posteriore del ductus bursae. La bursa copulatrix risulta membranosa. Il signum è assente.

L'apertura alare è di circa 16–24 mm.

### Uova
Le uova sono sferoidali, biancastre, ed impiegano da quattro a otto giorni per giungere alla schiusa, a seconda della temperatura microclimatica; è preferito un ambiente umido.

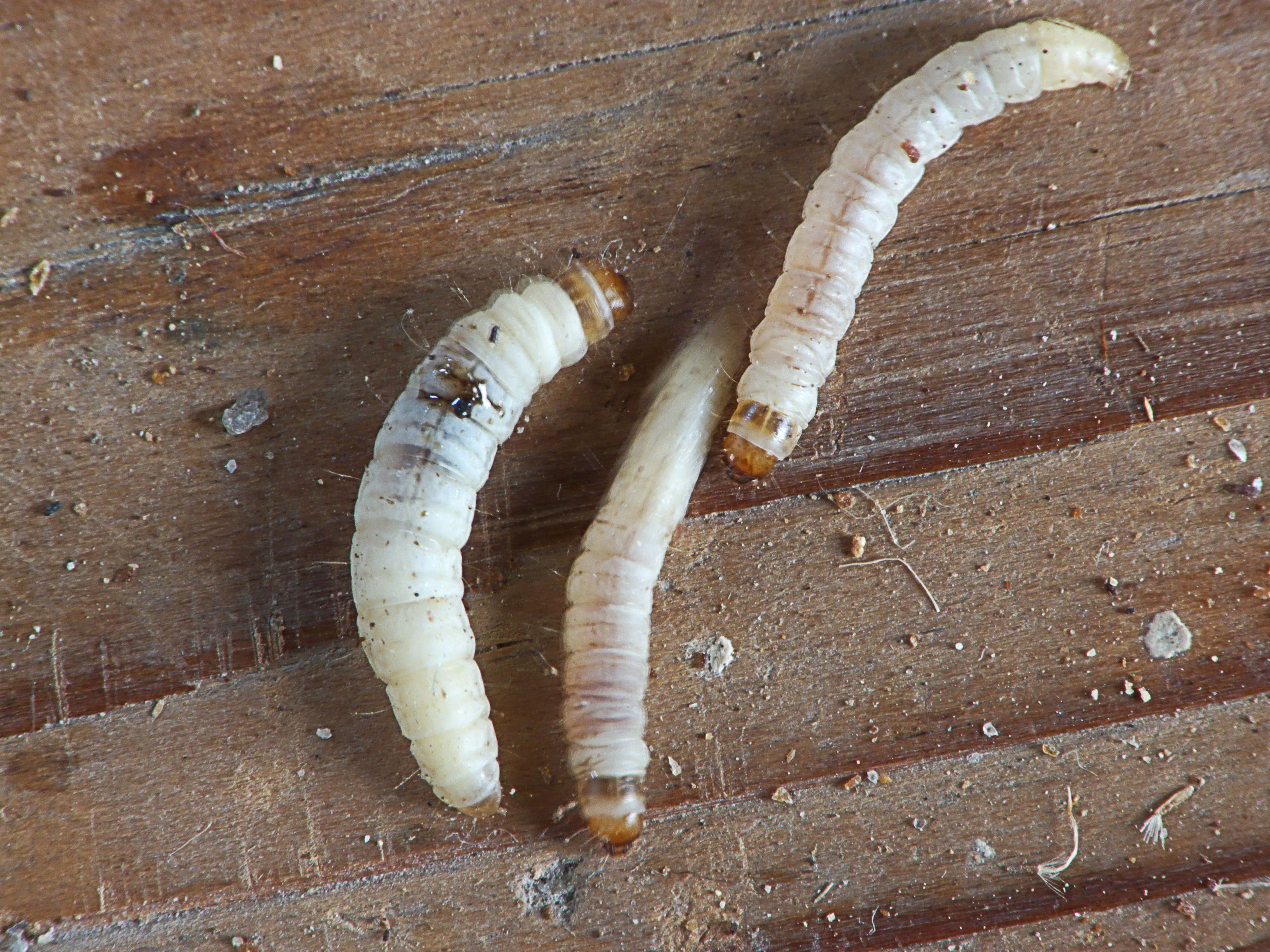
Larve

### Larva
Il bruco è pressoché cilindrico, con il capo tondo e rosso-brunastro. Il corpo è color crema nei primi stadi di sviluppo, mentre più avanti tende a diventare grigiastro, talvolta rosato. La lunghezza è di circa 16–20 mm.

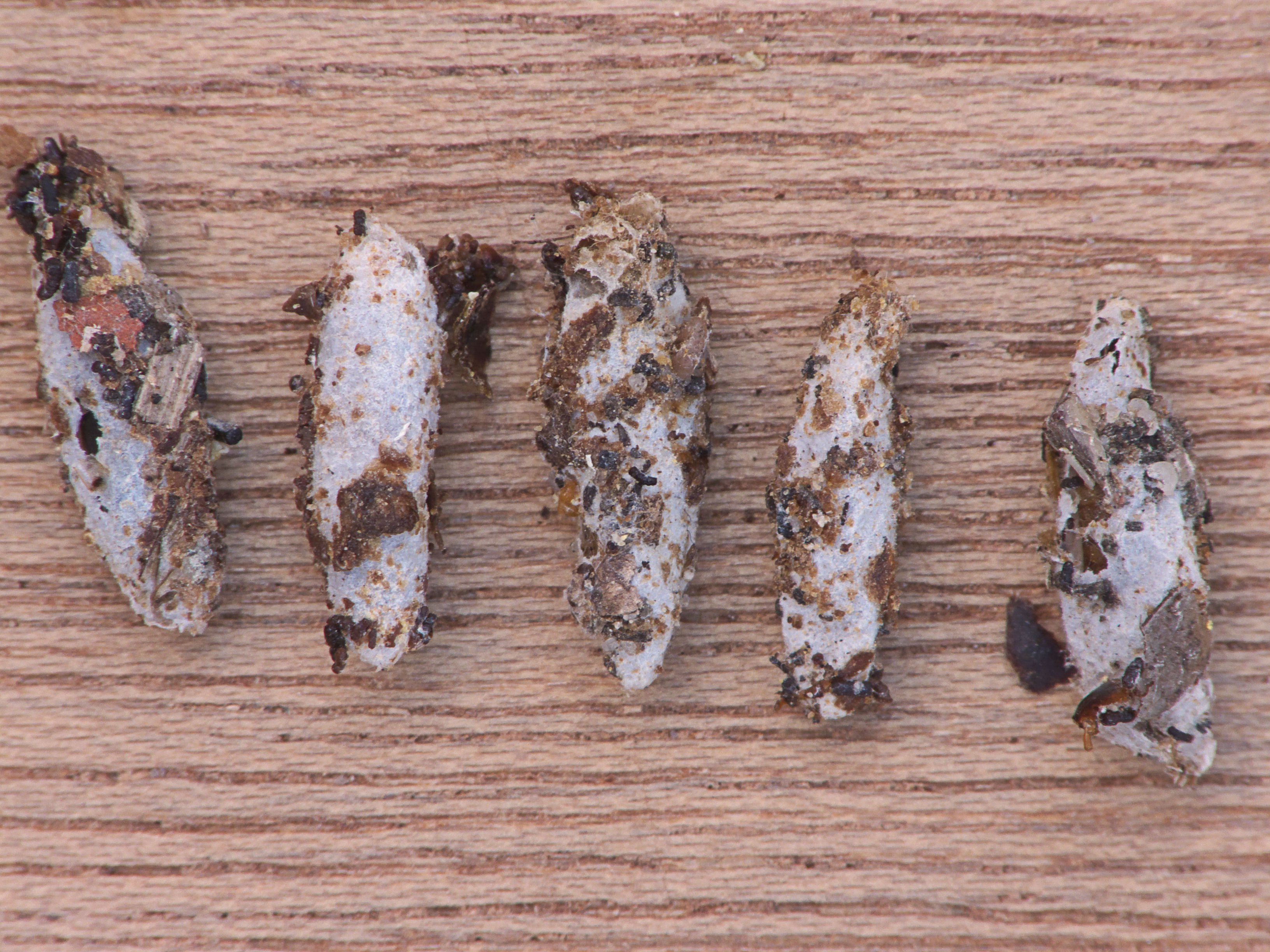
Bozzoli

### Pupa
La crisalide, di forma ovoidale allungata, misura circa 12 mm di lunghezza, per una larghezza massima di circa 3 mm.

## Distribuzione e habitat
La specie rappresenta un flagello per la produzione di miele in molte parti del mondo, essendo stata involontariamente propagata dalle attività umane che implicano l'allevamento di Apis mellifera. 
Si riscontra la presenza di questo lepidottero in Europa (dalle Azzorre e Madera fino a tutto il Mediterraneo, Scandinavia, Europa centrale ed Orientale), America Settentrionale, Centrale e Meridionale (Stati Uniti, Porto Rico, Giamaica e più a sud fino in Trinidad e Tobago, Colombia, Brasile), Asia (Pakistan, India, Sri Lanka, Bangladesh, Thailandia, Giappone), Africa (dal Marocco al Madagascar) e Oceania (Australia, Isole Marchesi, Tahiti).

## Ciclo vitale

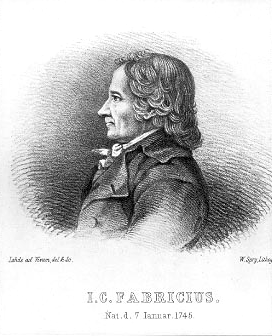
L'entomologo ed economista danese Johan Christian Fabricius (1745-1808), che per primo descrisse la specie nel 1794

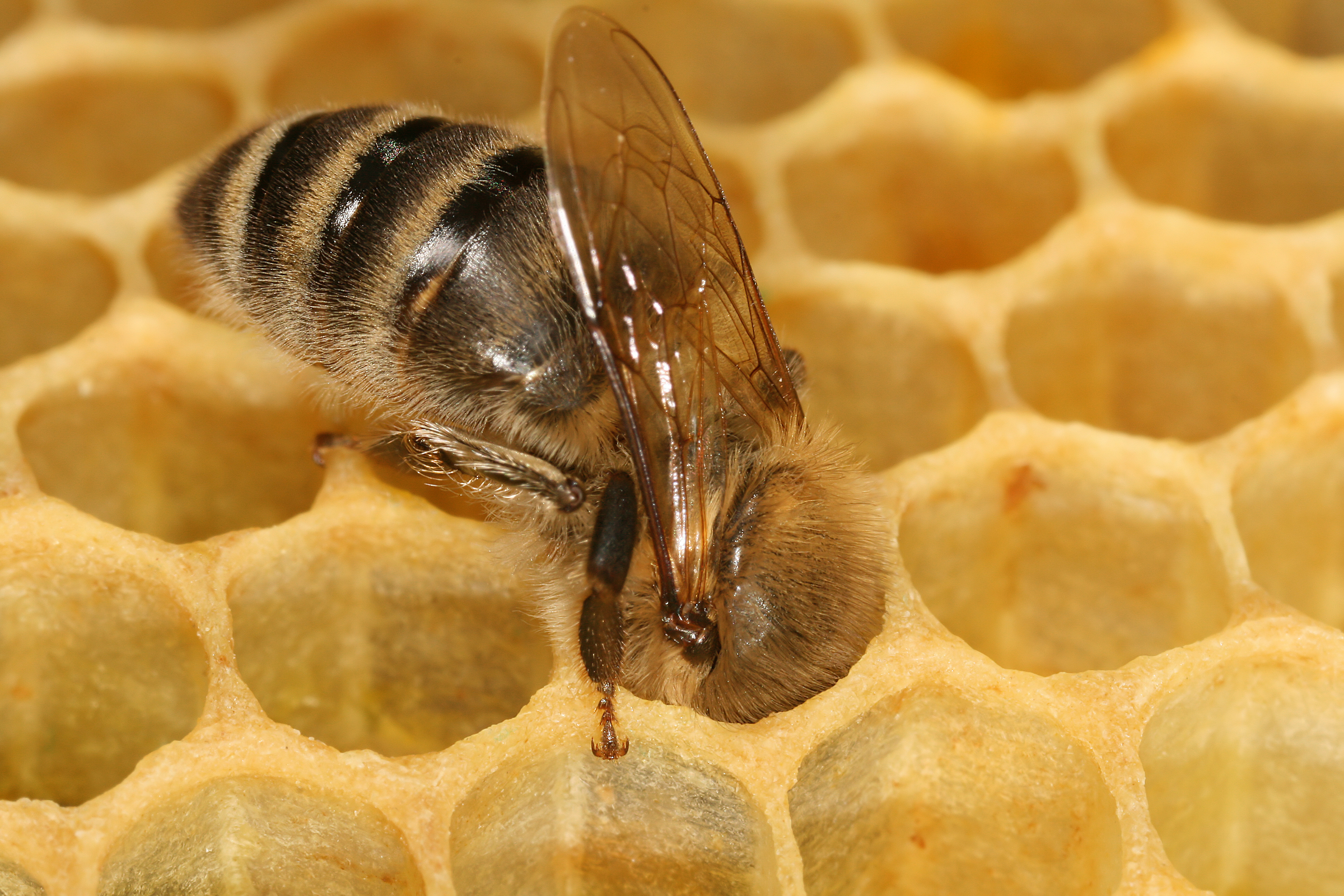
Ape operaia della sottospecie Apis mellifera carnica

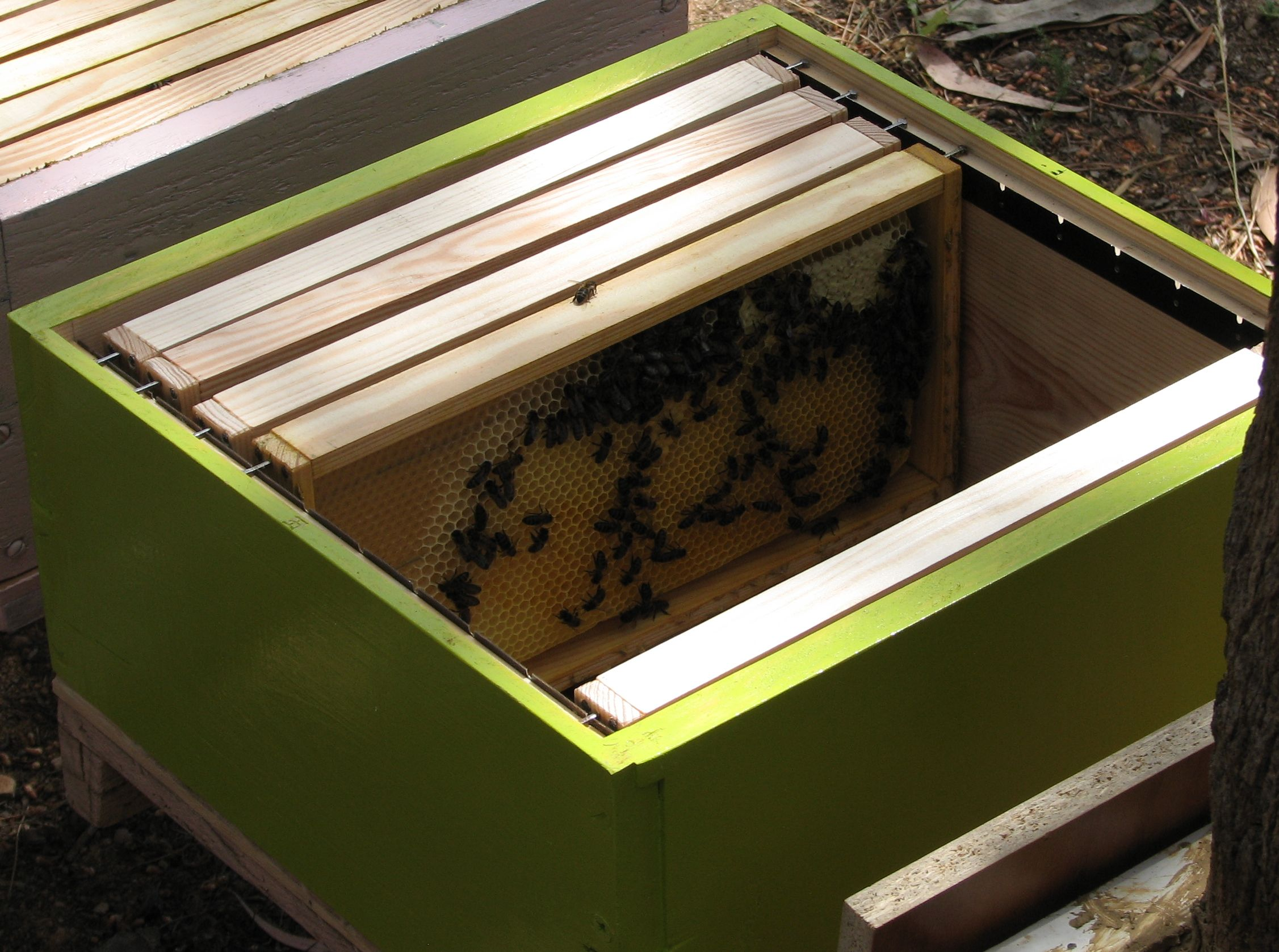
Interno di un'arnia

### Adulto
Queste falene volano di rado, quasi esclusivamente durante la notte, e possono essere attirate dalle luci artificiali; durante il giorno restano pressoché immobili in zone buie e ben riparate. Se disturbate, tendono a scappare correndo anziché volando, presumibilmente per risparmiare energia, tenuto conto che sono impossibilitate ad alimentarsi.

Come per altri taxa, i feromoni giocano un ruolo chiave nelle dinamiche legate all'accoppiamento. Tuttavia si è potuto stabilire che il maschio utilizza anche una gamma di ultrasuoni, prodotti grazie alla rapida vibrazione delle ali, per richiamare le femmine circostanti. Recenti studi hanno dimostrato che quando due o più maschi entrano in competizione per una singola femmina, l'intensità degli ultrasuoni tende via via ad aumentare, a discapito della durata. Ogni maschio trascorre dalle sei alle dieci ore ogni notte alla ricerca della partner, ma impiega solo pochi minuti nell'emissione di ultrasuoni, fatto che può essere spiegato con l'elevato consumo energetico di questa attività.

Un componente del feromone sessuale femminile è il nonanale, un'aldeide alchilica dal marcato odore floreale o fruttato, presente tra l'altro anche nella cera delle api; questo fatto potrebbe spiegare la ragione per cui la femmina preferisca, all'atto della ovoposizione, luoghi ricchi di cera come gli alveari.

### Uova
Le uova sono deposte in piccoli gruppi all'interno degli alveari, solitamente nella parte superiore delle cellette. Vengono preferiti alveari abbandonati, oppure occupati da una colonia infiacchita da parassitosi o condizioni ambientali avverse, così che la sorveglianza da parte delle operaie possa venir meno.

Una femmina può produrre fino a 1600 uova per volta.

### Larva
Appena dopo la schiusa, la larva inizia a scavare una galleria attraverso gli strati del favo, e si accresce ai danni delle riserve di cera vergine che trova a disposizione, ma anche il polline, nonché le exuvie e gli escrementi delle api, entrano a far parte della sua dieta. Questo stadio può durare da uno a sei mesi, a seconda della temperatura ambientale; durante tutto questo tempo, viene prodotto un sottilissimo tubulo sericeo, attraverso il quale il bruco si libera di escrementi di colore grigiastro, lasciando così una traccia del percorso compiuto.

I danni maggiori vengono arrecati agli alveari siti in zone calde e poco ventilate. In qualche modo i bruchi avvertono la presenza di loro simili, probabilmente tramite l'olfatto o per via dell'emissione di anidride carbonica. Qualora un favo infestato dalle larve venga reciso e gettato sul terreno nudo, questi bruchi tenderanno ad abbandonarlo prontamente e a dirigersi in maniera radiale, ciascuno in una diversa direzione, per cercare un nuovo alveare da parassitare.

La struttura lignea dell'arnia viene intaccata solo in modo lieve e principalmente a livello dei bordi, laddove la cera si insinua nelle feritoie tra una tavola e l'altra; questo fenomeno è provocato essenzialmente da quei bruchi che non hanno trovato modo di alimentarsi sufficientemente all'interno dell'alveare, rimanendo di dimensioni ridotte, e spesso morendo senza riuscire a raggiungere la taglia necessaria per iniziare l'impupamento.

### Pupa
All'atto dell'impupamento, la larva produce una fibra piuttosto grezza, con la quale intesse un bozzolo molto resistente, dall'aspetto cartaceo. Il colore della fibra di cui è costituito il bozzolo deriva dal materiale su cui avviene l'impupamento: normalmente le pupe si formano su legno dolce, che dà origine a bozzoli biancastri, in cui restano intrappolati frammenti lignei più o meno grossolani. Quando le crisalidi si sviluppano su un substrato di faesite, invece, il bozzolo appare più scuro. La crisalide può essere rinvenuta all'interno del favo oppure tra i detriti accumulatisi sul fondo dell'alveare; in ogni caso essa è assicurata al telaio di legno in corrispondenza di una qualche rientranza.

Lo stadio pupale può durare anche fino a due mesi, se la temperatura ambientale è più bassa.

## Alimentazione
Come accennato in precedenza, i bruchi si alimentano della cera dell'alveare che parassitano, del polline portato dalle operaie, nonché delle exuvie lasciate dalle api stesse.

Al contrario, gli adulti non si alimentano affatto, essendo privi di un apparato boccale funzionale; il loro compito è esclusivamente riproduttivo. Per questo motivo lo stadio adulto non rappresenta una minaccia diretta per l'integrità strutturale degli alveari.

## Metodi di lotta
Per limitare il danno arrecato da questa specie alla produzione di miele, vengono impiegati innumerevoli metodi di lotta, sia biologica, sia biotecnica, tra cui:
- Fumigazione per 4 ore con anidride carbonica (CO2) al 98%, con una temperatura di 37,8 °C ed un'umidità relativa del 50% (metodo pericoloso per l'operatore a causa del rischio di soffocamento).
- Fumigazione con fosfina (PH3), fosfuro di alluminio (AlP), bromuro di metile (CH3Br), dibromuro di etilene o EDB (C2H4Br2) e paradiclorobenzene o PDB (C6H4Cl2); quasi tutte queste sostanze sono (o stanno diventando) illegali, in quanto altamente tossiche.
- Impiego di alte o basse temperature per bloccare lo sviluppo dei bruchi. È necessario prestare molta attenzione per non arrecare danno anche alle api o all'integrità strutturale delle parti in cera.
- Utilizzo di Baculoviridae contro la fase larvale.
- Utilizzo del batterio sporigeno Bacillus thuringiensis Berliner, 1915 (Bacillaceae), in grado di produrre una tossina (innocua per l'uomo) che danneggia l'epitelio intestinale dei bruchi, provocandone la paralisi.
- Utilizzo dell'imenottero Apanteles galleriae Wilkinson, 1932 (Braconidae), che paralizza il bruco e lo utilizza come riserva alimentare per le proprie larve.
- Utilizzo degli imenotteri del genere Trichogramma (Trichogrammatidae), piccolissime vespe parassite oofaghe che iniettano il proprio uovo in quello di Achroia grisella; l'embrione che si sviluppa si nutre di quello del lepidottero, impedendone lo sviluppo alle fasi successive.

## Impieghi commerciali
Il particolare regime alimentare delle larve spiega l'elevato contenuto in grassi dei loro tessuti. Per questa ragione i bruchi vengono talvolta allevati in cattività su scala industriale, utilizzando vari substrati costituiti da cereali, miele ed acqua in quantità variabile. Un impiego commerciale riguarda il campo dell'allevamento di uccelli da compagnia; in questo caso le larve di Achroia grisella vengono adoperate come mangime per i nidiacei. Inoltre nell'industria della pesca sportiva, i bruchi possono essere venduti come esche, dopo essere stati opportunamente raffreddati o congelati per rallentarne il metabolismo.

## Tassonomia

### Sottospecie
Al momento (febbraio 2012) non sono riconosciute sottospecie.

### Sinonimi
Sono stati riportati quindici sinonimi:
- Achroea [sic] grisella Zeller, 1848 - Isis von Oken, 8:569-618 - Locus typicus: sconosciuto (sinonimo eterotipico)[15]
- Achroia alvearia (Stephens, 1834) - Ill. Br. Ent. 4:1-433, pl. 33-41 - Locus typicus: sconosciuto (sinonimo eterotipico).[16]
- Achroia griseella Ragonot, 1885 - Ent. Month. Mag. 22:17-32,52-58 - Locus typicus: sconosciuto (sinonimo eterotipico)[17]
- Achroia grisella infranella Lucas, 1955 - Bull. Soc. Sc. Nat. Phys. Maroc 35 (3rd trimester):251-258 - Locus typicus: Marocco (sinonimo eterotipico)[18]
- Achroia major (Dufrane, 1930) - Mém. Soc. ent. Belg. 23:69 - Locus typicus: Belgio (sinonimo eterotipico).[19]
- Achroia obscurevittella Ragonot, 1901 - In Romanoff, Mém. Lépid. 8: 498, pl. 43, f. 24 - Locus typicus: Giappone (sinonimo eterotipico)[20]
- Acroia [sic] grisella ab. major Dufrane, 1930 - Mém. Soc. ent. Belg. 23:69 - Locus typicus: Belgio (sinonimo eterotipico).[19]
- Bombyx cinereola Hübner, 1803 - Samml. eur. Schmett. [3]: f. 91 - Locus typicus: sconosciuto (sinonimo eterotipico).[21]
- Galleria aluearia Fabricius, 1798 - Ent. Syst. (Suppl.): 463 - Locus typicus: sconosciuto (sinonimo eterotipico)[22]
- Galleria alvearia Stephens, 1829 - Sys. Cat. Br. Ins. 2:1-388 - Locus typicus: sconosciuto (sinonimo eterotipico)[23]
- Galleria alvea Haworth, 1811 - Lepid. Britannica (3): 377-512 - Locus typicus: sconosciuto (sinonimo eterotipico)[24]
- Meliphora alveariella Guenée, 1845 - Ess. nouv. class. (2) 3: 308 - Locus typicus: sconosciuto (sinonimo eterotipico)[25]
- Meliphora grisella Meyrick, 1895 - Handb. Br. Lep. - Locus typicus: sconosciuto (sinonimo eterotipico)[26]
- Tinea anticella Walker, 1863 - List Spec. Lepid. Insects Colln Br. Mus. 28: 483 - Locus typicus: Australia (sinonimo eterotipico)[27]
- Tinea grisella Fabricius, 1794 - Syst. Ent. 3 (2): 289 [No. 10] - Locus typicus: sconosciuto (sinonimo omotipico; basionimo)[1]

## Iconografia

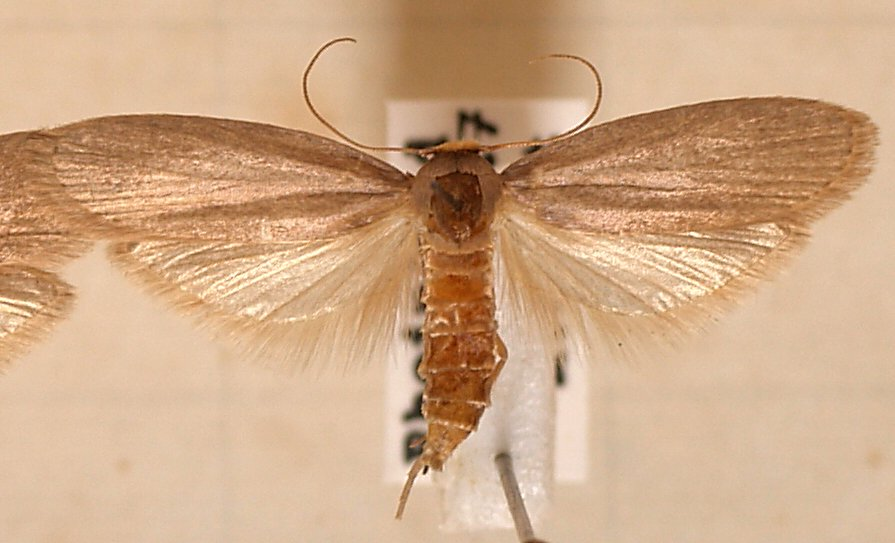
Esemplare preparato
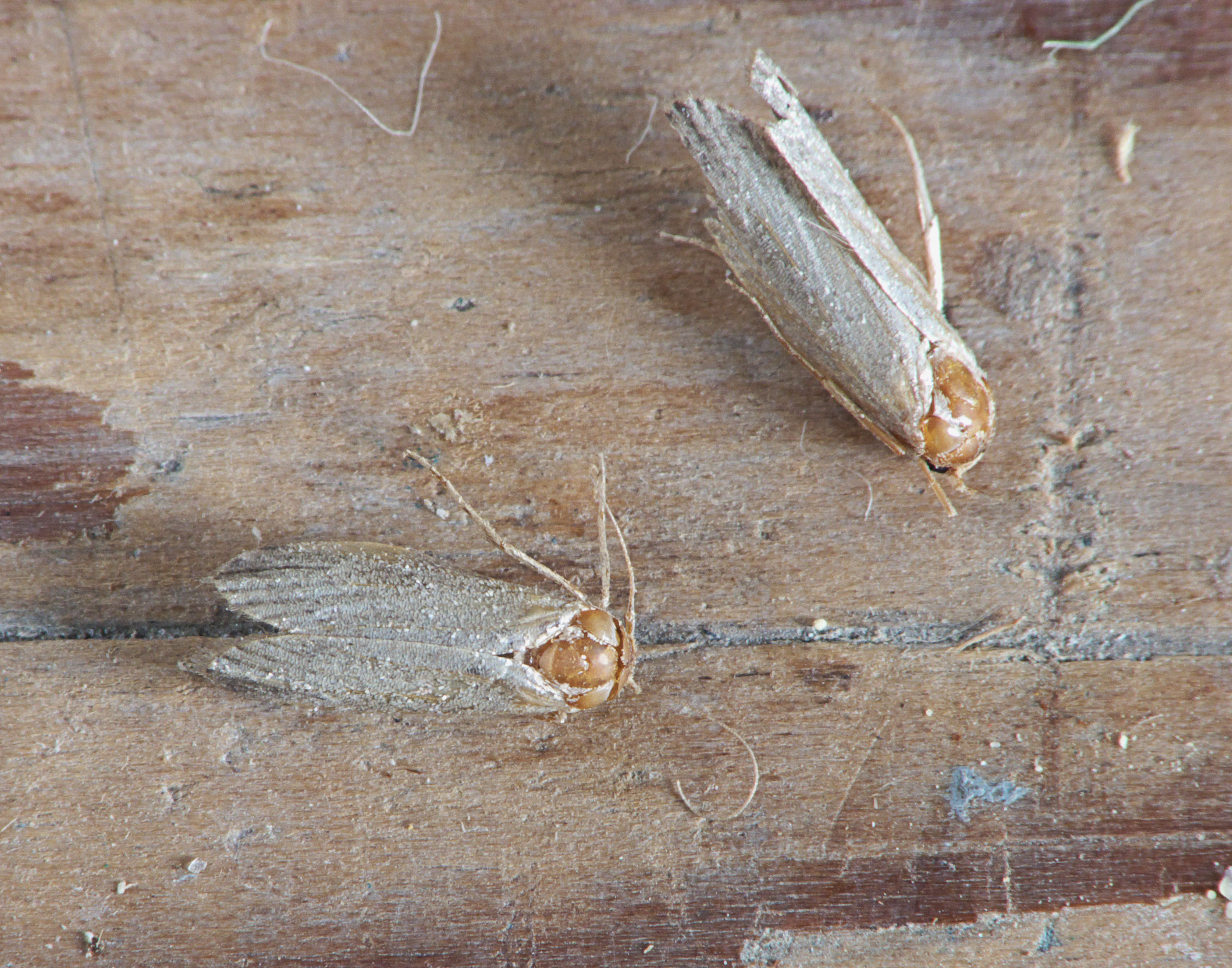
Adulti
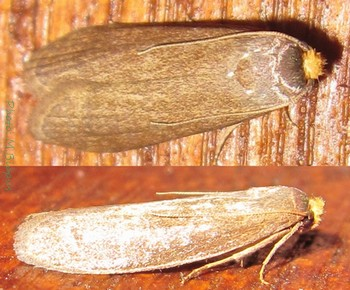
Adulti
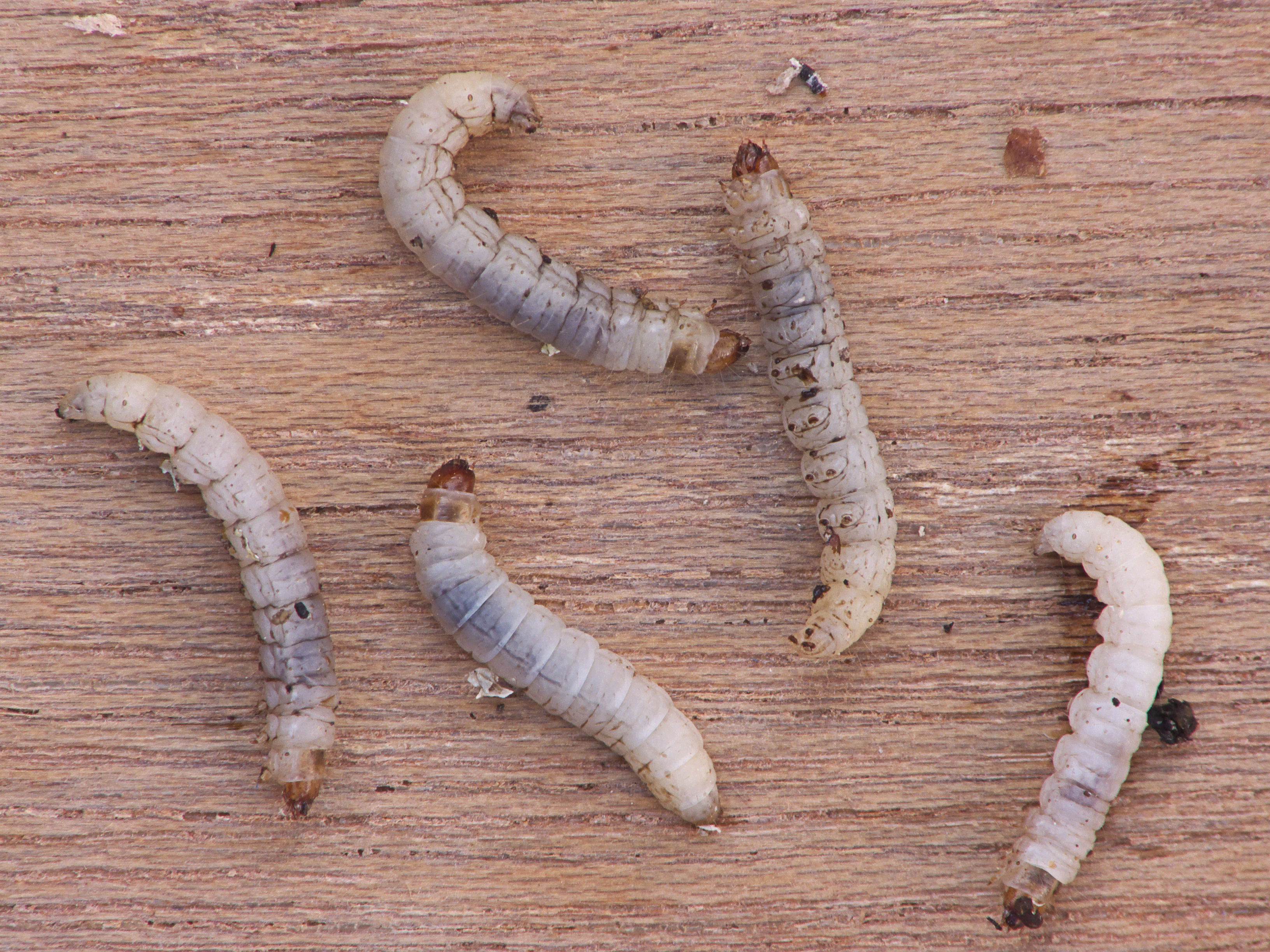
Larve